# Onthophagus gidju
Onthophagus gidju là một loài bọ cánh cứng trong họ Bọ hung (Scarabaeidae).